# Hungerhof (Dinkelsbühl)
Hungerhof (auch Ungerhof genannt) ist ein Gemeindeteil der Großen Kreisstadt Dinkelsbühl im Landkreis Ansbach (Mittelfranken, Bayern). Hungerhof liegt in der Gemarkung Dinkelsbühl.

## Geografie
Der Weiler liegt am Ölgraben, einem linken Zufluss der Wörnitz. Der Ort ist im Norden, Osten und Süden von einer ganzen Zahl von Weihern umgeben. 0,5 km westlich befindet sich der Tigertwald. Eine Gemeindeverbindungsstraße führt nach Botzenweiler (0,5 km südwestlich).

## Geschichte
Die Fraisch über Hungerhof war strittig zwischen dem ansbachischen Oberamt Wassertrüdingen, dem oettingen-spielbergischen Oberamt Dürrwangen und der Reichsstadt Dinkelsbühl. Gegen Ende des 18. Jahrhunderts gab es ein Anwesen. Dieses hatte die Reichsstadt Dinkelsbühl als Grundherrn. Von 1797 bis 1808 unterstand der Ort dem Justiz- und Kammeramt Wassertrüdingen.
Im Jahr 1809 wurde Hungerhof infolge des Gemeindeedikts dem Steuerdistrikt und der Munizipalgemeinde Dinkelsbühl zugeordnet.

### Baudenkmal
- Haus Nr. 2: Haufenhof, sogenannter Ungerhof: Wohnteil des ehemaligen Wohnstallhauses, zweigeschossiger Massivbau mit Satteldach und Putzgliederung, im Kern 16. Jahrhundert; Teil der ehemaligen Scheune, verputztes Bruchsteinmauerwerk mit Satteldach, 18. Jahrhundert[9]

### Einwohnerentwicklung
| Jahr      | 001818 | 001840 | 001871 | 001885 | 001900 | 001925 | 001950 | 001961 | 001970 | 001987 |
| Einwohner | 8      | 11     | 12     | 7      | 15     | 8      | 13     | 11     | 10     | 12     |
| Häuser    | 2      | 2      |        | 2      | 2      | 2      | 2      | 2      |        | 4      |
| Quelle    | [ 11 ] | [ 12 ] | [ 13 ] | [ 14 ] | [ 15 ] | [ 16 ] | [ 17 ] | [ 18 ] | [ 19 ] | [ 1 ]  |

## Religion
Der Ort ist seit der Reformation evangelisch-lutherisch geprägt und bis heute nach St. Peter (Sinbronn) gepfarrt. Die Katholiken sind nach St. Georg (Dinkelsbühl) gepfarrt.